# A Föld nemzeti parkjai
A Föld nemzeti parkjainak listája.

## Észak-Amerika

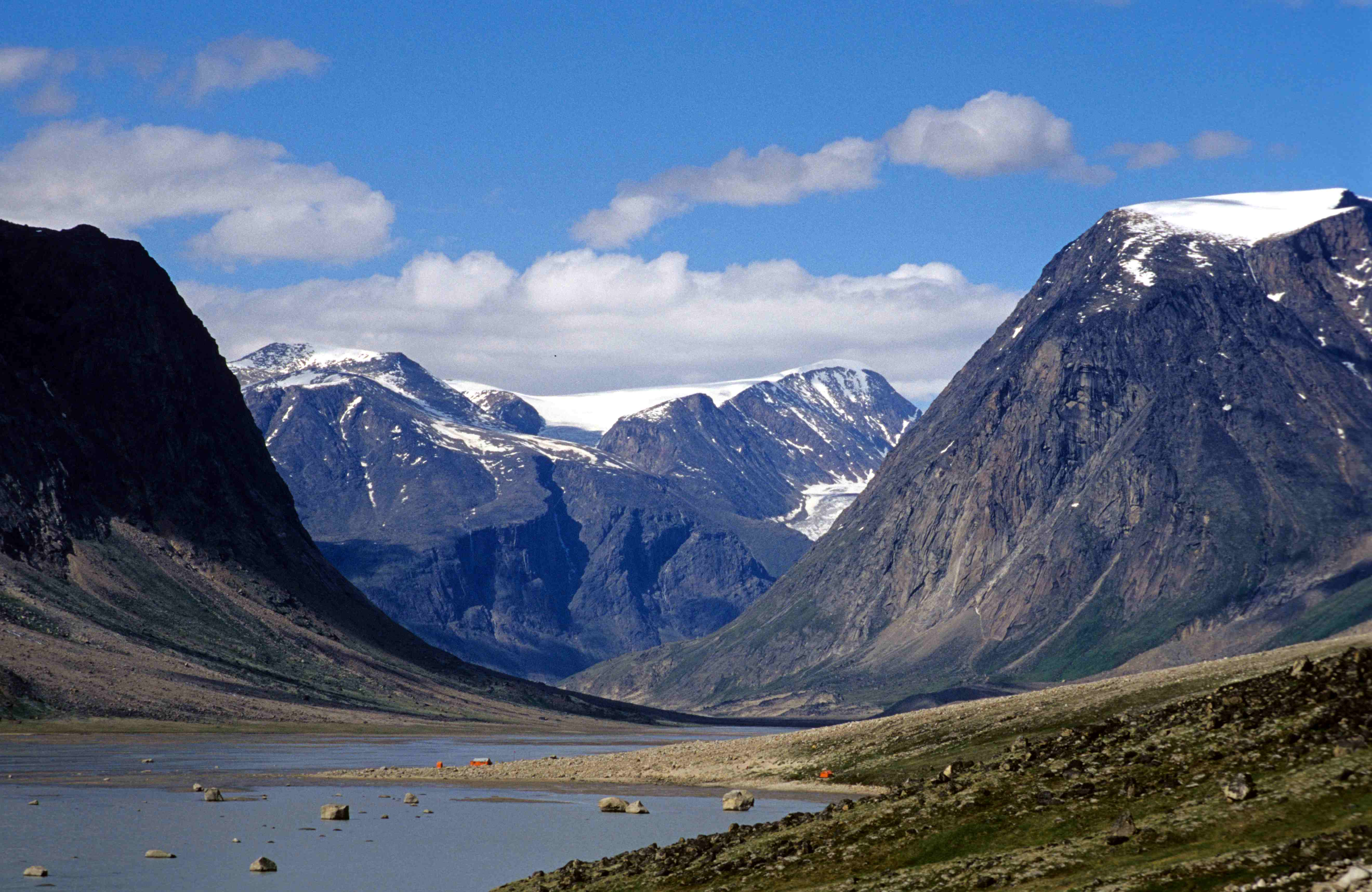
Auyuittuq Nemzeti Park, Kanada

### Kanada
- Banff Nemzeti Park
- Gros Morne Nemzeti Park
- Jasper Nemzeti Park
- Kluane Nemzeti Park
- Kootenay Nemzeti Park
- Miguasha Nemzeti Park
- Nahanni Nemzeti Park
- Waterton-tavak Nemzeti Park
- Wood Buffalo Nemzeti Park
- Yoho Nemzeti Park

### USA
- Acadia Nemzeti Park
- Arches Nemzeti Park
- Big Bend Nemzeti Park
- Bryce Canyon Nemzeti Park
- Capitol Reef National Park
- Carlsbad Caverns Nemzeti Park
- Death Valley Nemzeti Park
- Denali Nemzeti Park
- Everglades Nemzeti Park
- Glacier Nemzeti Park
- Glacier Bay Nemzeti Park

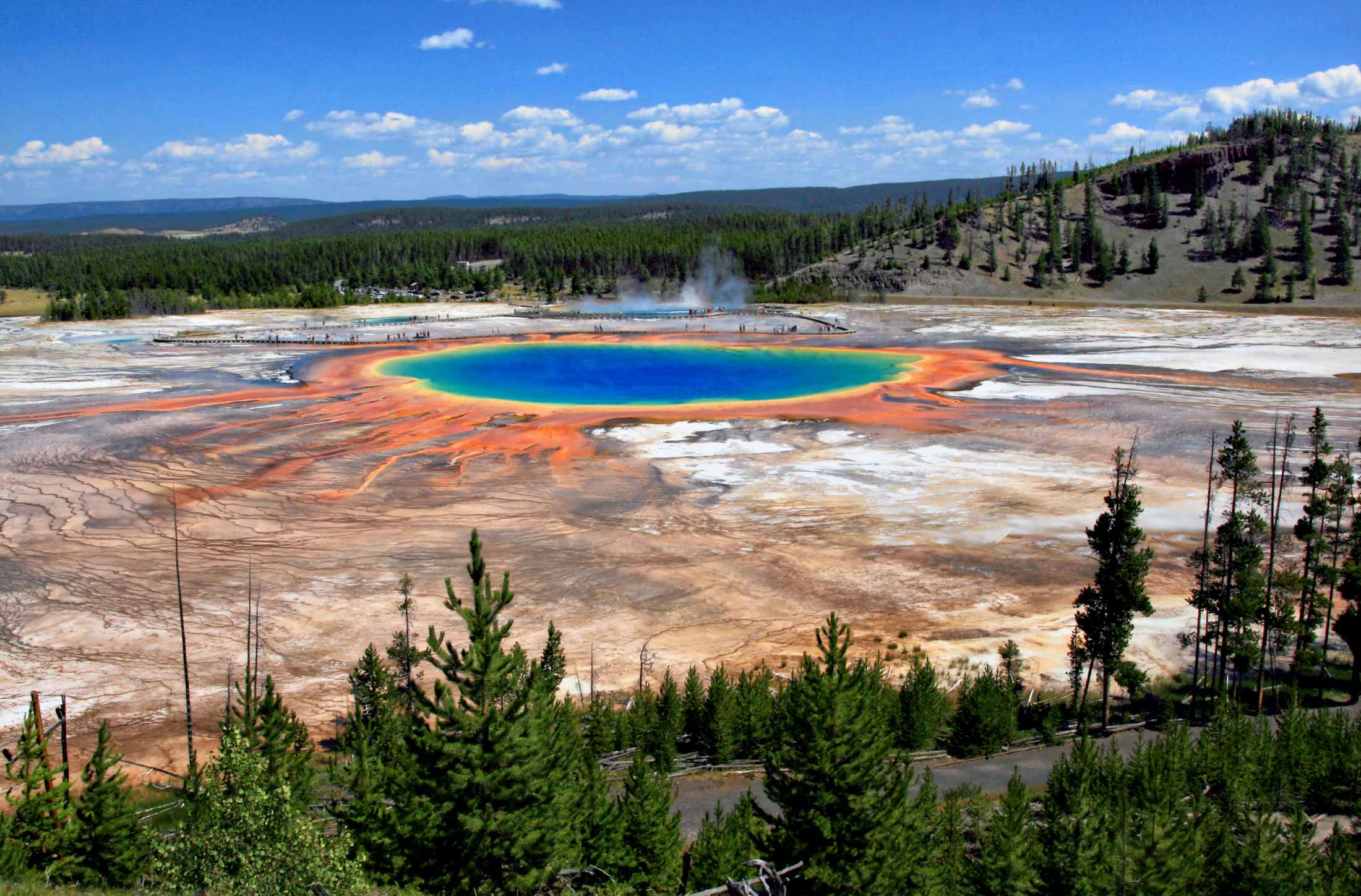
Yellowstone Nemzeti Park, USA

- Grand Canyon Nemzeti Park (lásd. Grand Canyon)
- Grand Teton Nemzeti Park
- Great Sand Dunes Nemzeti Park
- Guadalupe Mountains Nemzeti Park
- Hawaii Vulkánok Nemzeti Park
- Hot Springs Nemzeti Park
- Katmai Nemzeti Park
- Kenai Fjords Nemzeti Park
- Kobuk Valley Nemzeti Park
- Kings Canyon nemzeti Park
- Lake Clark Nemzeti Park
- Mamut-barlang Nemzeti Park
- Mesa Verde Nemzeti Park
- Mount Rainer Nemzeti Park
- North Cascades Nemzeti Park
- Olympic Nemzeti Park
- Petrified Forest Nemzeti Park
- Redwood Nemzeti Park
- Saguaro Nemzeti Park
- Sequoia Nemzeti Park
- Waterton-Glacier Nemzetközi Békepark
- Wrangell-Saint Elias Nemzeti Park
- Yellowstone Nemzeti Park
- Yosemite Nemzeti Park
- Zion Nemzeti Park

### Brazília

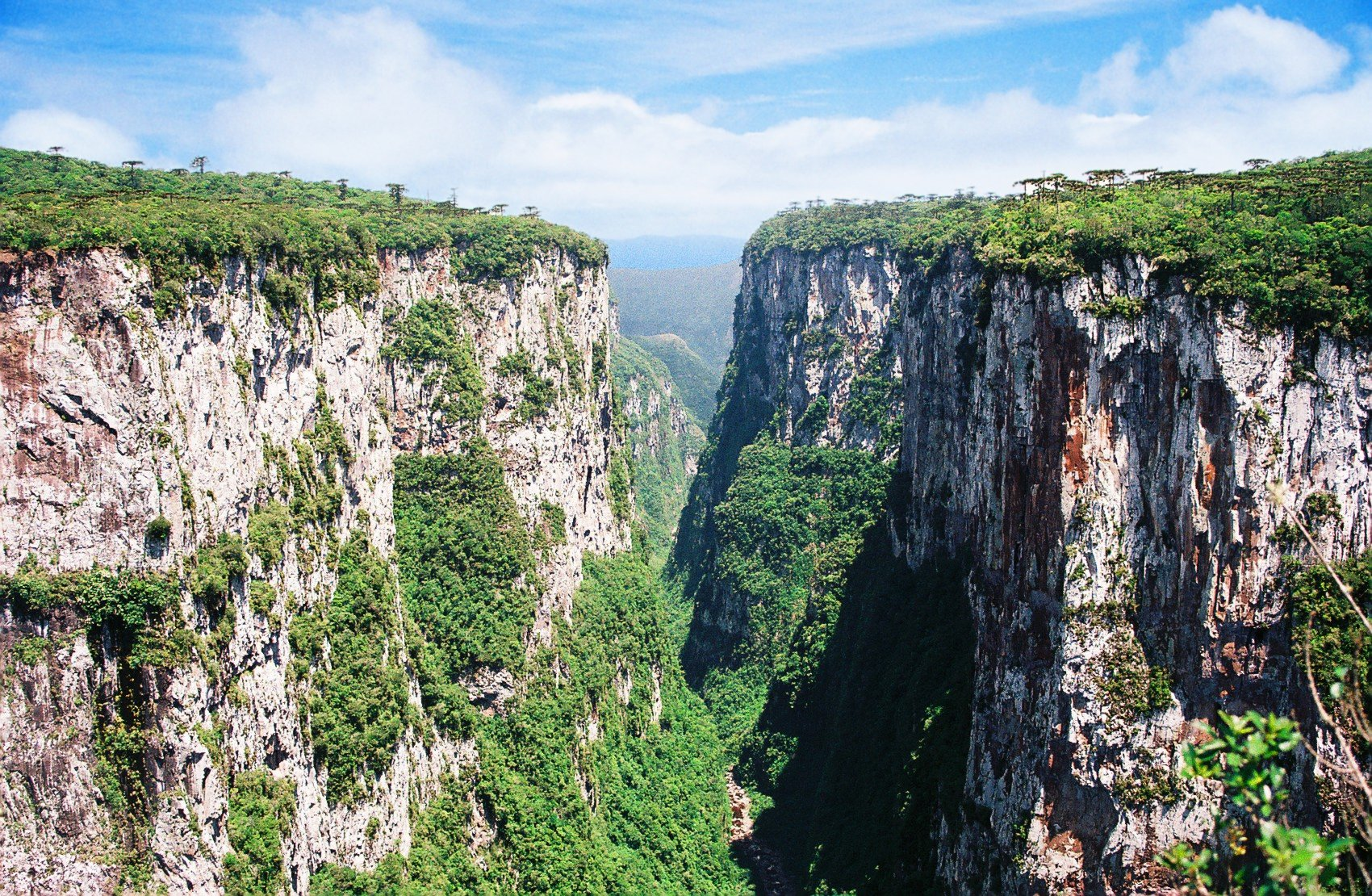
Aparados da Serra Nemzeti Park, Brazília

## Dél-Amerika

### Argentína

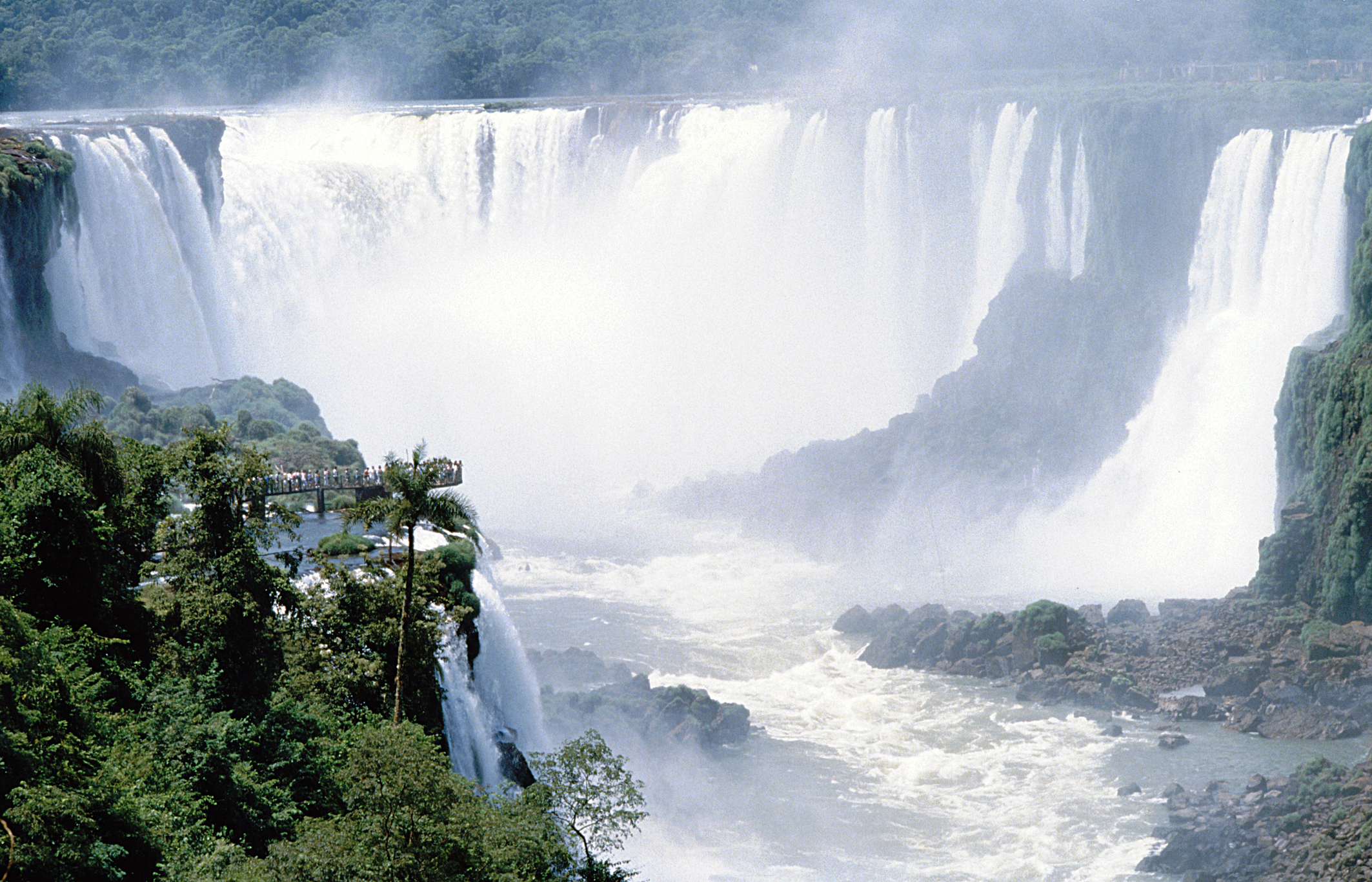
Iguazú Nemzeti Park, Argentína

- Iguazú Nemzeti Park
- Los Glaciares Nemzeti Park
- Nahuel Huapí Nemzeti Park
- Talampaya Nemzeti Park
- Tierra del Fuego Nemzeti Park

### Chile
- Torres del Paine Nemzeti Park

### Costa Rica
- Corcovado Nemzeti Park
- Tortuguero Nemzeti Park

### Ecuador
- Galápagos-szigeteki Nemzeti Park
- Machalilla Nemzeti Park

### Kolumbia
- Los Katíos Nemzeti Park
- Los Nevados Nemzeti Park
- Sierra Nevada del Cocuy Nemzeti Park

### Ausztria

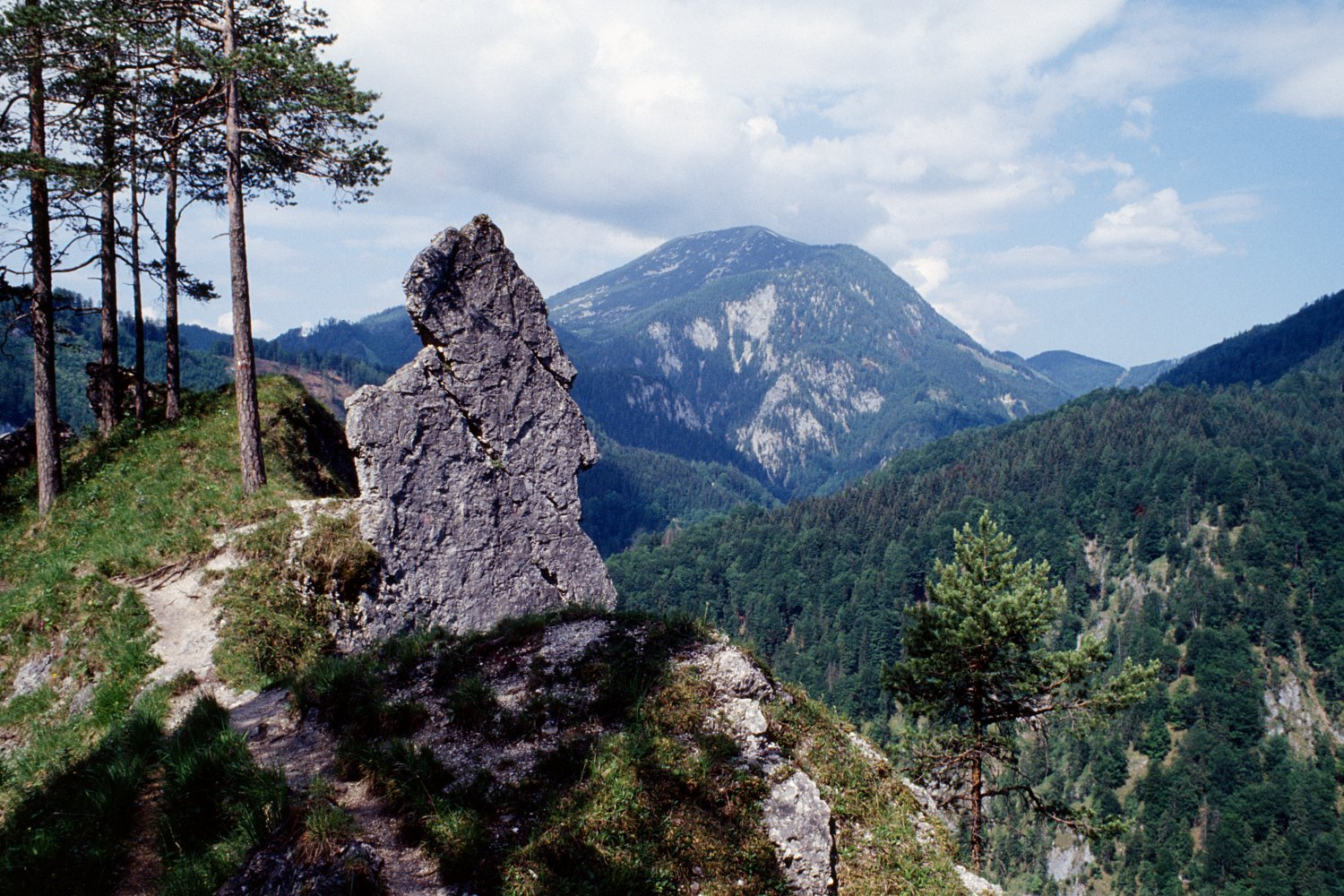
Kalkalpen Nemzeti Park Ausztria

### Venezuela
- Canaima Nemzeti Park
- Henri Pittier Nemzeti Park

## Európa
| ország                  | legrégebbi (év) | N. P.-ok száma | a N. P.-ok teljes területe km² | az ország százaléka |
| ----------------------- | --------------- | -------------- | ------------------------------ | ------------------- |
| Albánia                 | 1966            | 14             | 1177                           | 4,1%                |
| Ausztria                | 1981            | 7              | 2521                           | 3,0%                |
| Belarusszia             | 1939            | 4              | 2222                           | 1,0%                |
| Belgium                 | 2006            | 1              | 57                             | 0,2%                |
| Bosznia és Hercegovina  | 1965            | 3              | 404                            | 0,8%                |
| Bulgária                | 1963            | 3              | 1930                           | 1,8%                |
| Horvátország            | 1949            | 8              | 994                            | 1,8%                |
| Csehország              | 1963            | 4              | 1190                           | 1,5%                |
| Dánia (Grönland nélkül) | 1974            | 3              | 1889                           | 4,4%                |
| Észtország              | 1971            | 5              | 1927                           | 4,3%                |
| Finnország              | 1956            | 39             | 9892                           | 2,9%                |
| Franciaország           | 1963            | 10             | 60728                          | 9,5%                |
| Grúzia                  | 1946            | 9              | 5111                           | 7,0%                |
| Németország             | 1970            | 15             | 10395                          | 2,7%                |
| Görögország             | 1938            | 10             | 6960                           | 3,6%                |
| Magyarország            | 1972            | 10             | 4819                           | 5,2%                |
| Izland                  | 1928            | 3              | 12407                          | 12,1%               |
| Írország                | 1932            | 6              | 650                            | 0,9%                |
| Olaszország             | 1922            | 24             | 15000                          | 5,0%                |
| Koszovó                 | 1986            | 2              | 1015                           | 9,3%                |
| Lettország              | 1973            | 4              | 2065                           | 3,2%                |
| Litvánia                | 1974            | 5              | 1554                           | 2,4%                |
| Macedónia               | 1948            | 3              | 974                            | 3,8%                |
| Málta                   | 2007            | 1              | 2,5                            | 0,7%                |
| Montenegró              | 1952            | 5              | 1096                           | 7,9%                |
| Hollandia               | 1930            | 20             | 1251                           | 3,0%                |
| Norvégia                | 1962            | 36             | 24060                          | 6,3%                |
| Lengyelország           | 1932            | 23             | 3149                           | 1,0%                |
| Portugália              | 1971            | 1              | 702                            | 0,8%                |
| Románia                 | 1935            | 12             | 3158                           | 1,3%                |
| Oroszország             | 1983            | 40             | 73000                          | 0,4%                |
| Szerbia                 | 1960            | 5              | 1775                           | 2,3%                |
| Szlovákia               | 1949            | 9              | 3690                           | 7,5%                |
| Szlovénia               | 1961            | 1              | 838                            | 4,1%                |
| Spanyolország           | 1918            | 15             | 3787                           | 0,8%                |
| Svédország              | 1909            | 29             | 7199                           | 1,6%                |
| Svájc                   | 1914            | 1              | 170                            | 0,4%                |
| Törökország             | 1958            | 40             | 8481                           | 1,0%                |
| Ukrajna                 | 1980            | 17             | 7020                           | 1,2%                |
| Egyesült Királyság      | 1951            | 15             | 19989                          | 8,2%                |

### Bulgária
- Pirin Nemzeti Park

### Észtország
- Lahemaai Nemzeti Park

### Fehéroroszország
- Belavezsszkaja Puscsa Nemzeti Park

### Franciaország

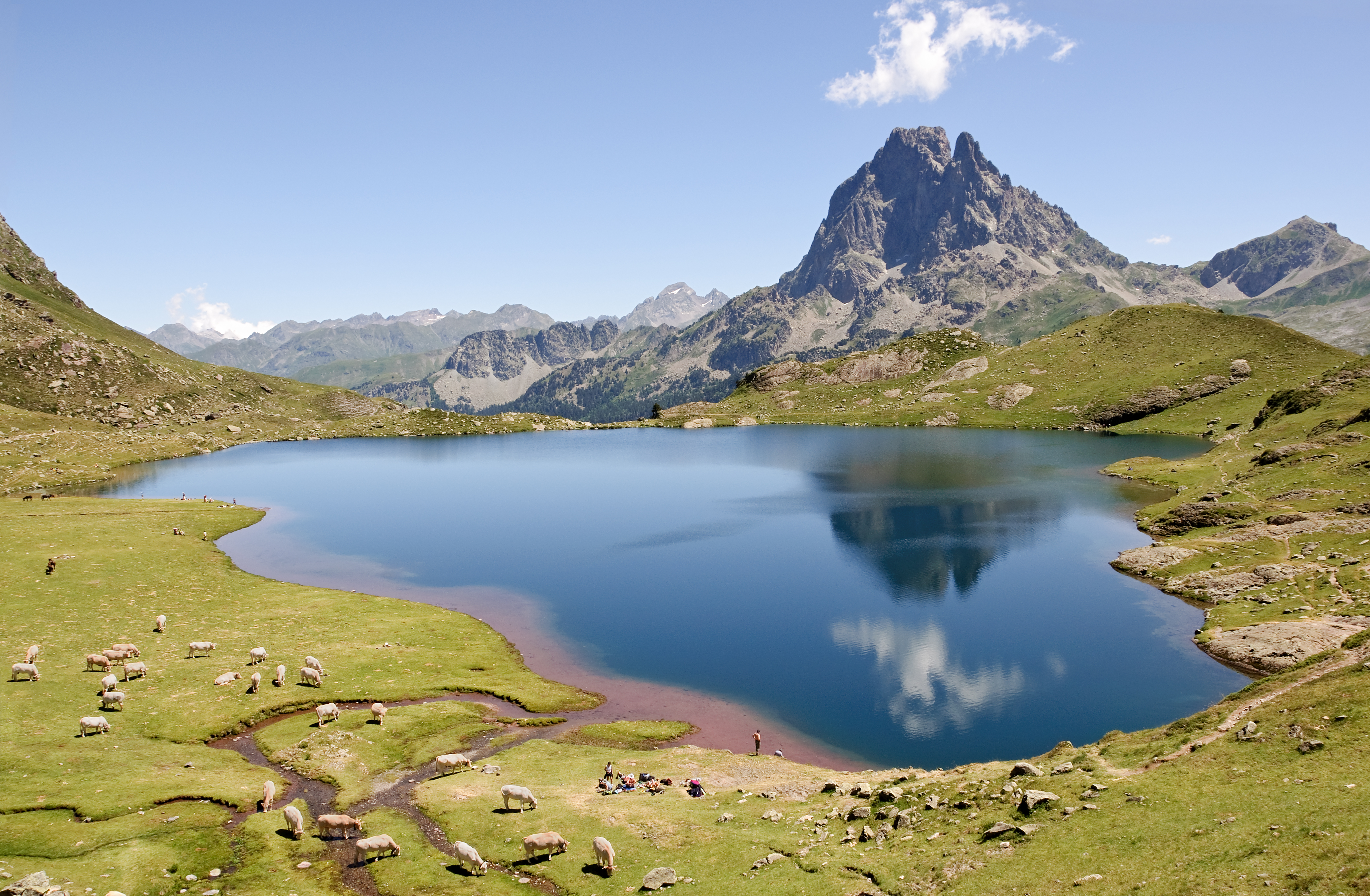
Pic du Midi Ossau, Franciaország

### Olaszország

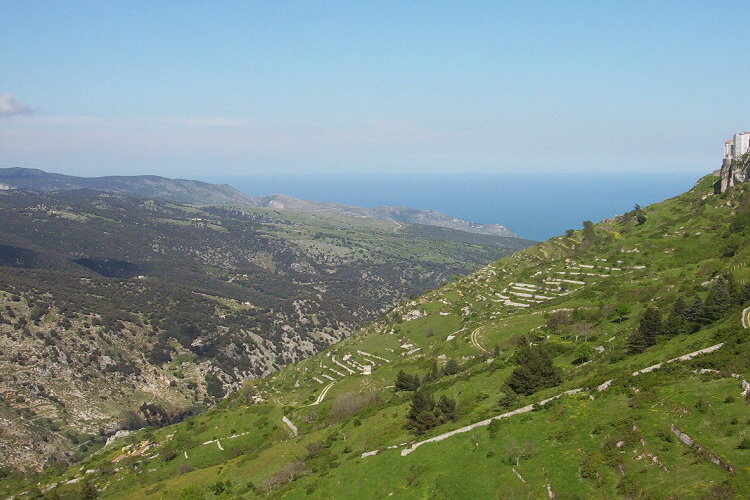
Gargano Nemzeti Park Olaszország

### Románia

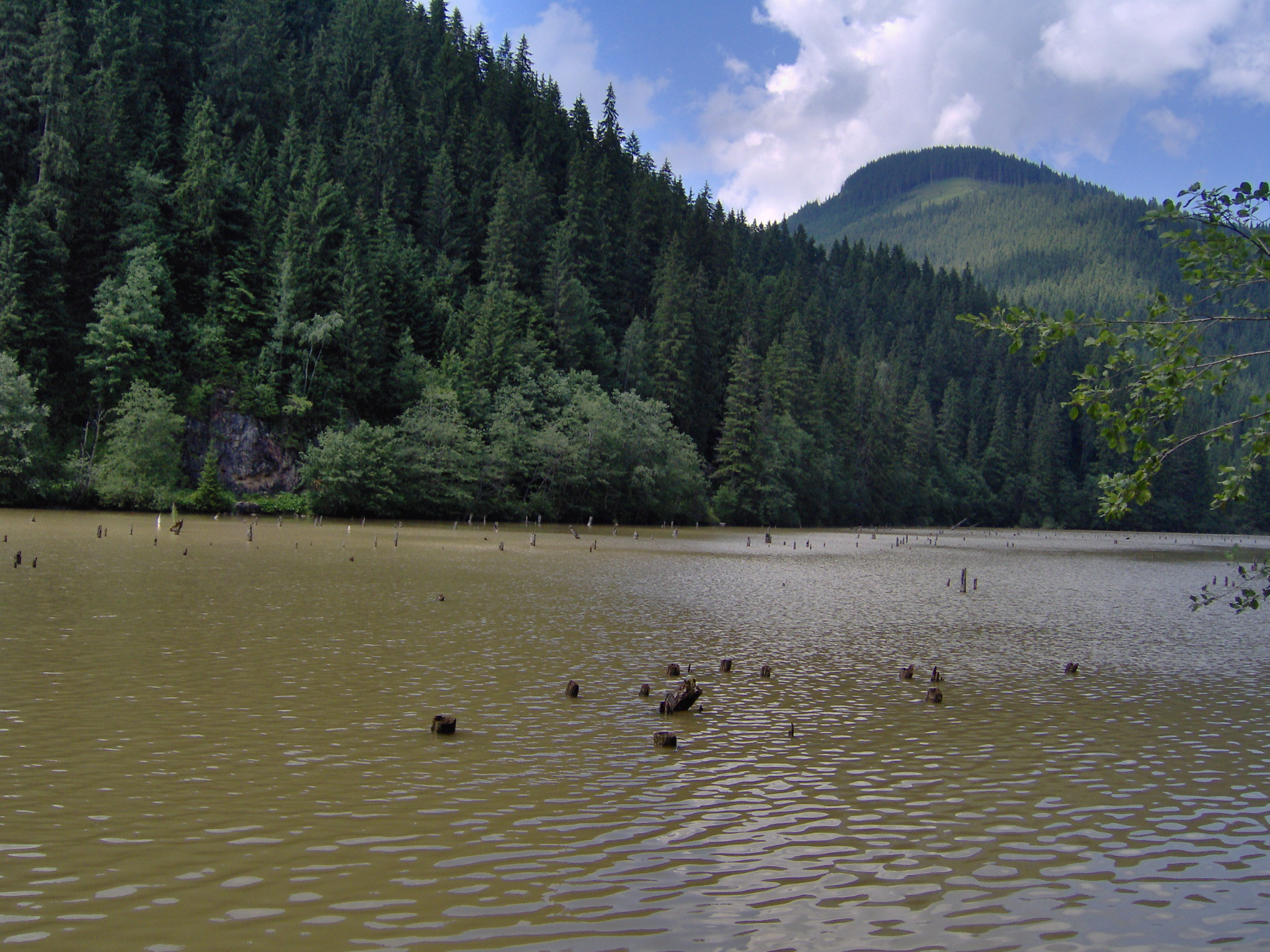
Békás-szoros-Nagyhagymás Nemzeti Park Románia

### Finnország
- Lemmenjoki Nemzeti Park

### Izland
- Þingvellir Nemzeti Park

### Magyarország

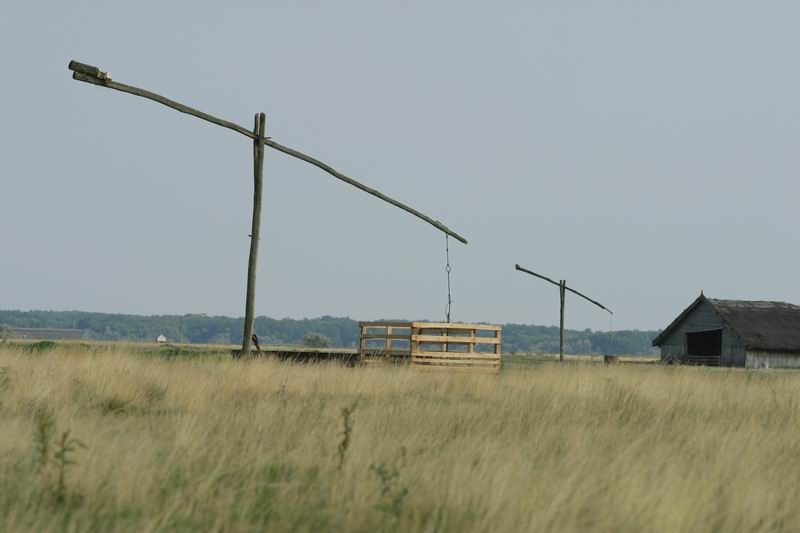
Hortobágyi Nemzeti Park Magyarország

- Aggteleki Nemzeti Park
- Balaton-felvidéki Nemzeti Park
- Bükki Nemzeti Park
- Duna–Dráva Nemzeti Park
- Duna–Ipoly Nemzeti Park
- Fertő–Hanság Nemzeti Park
- Hortobágyi Nemzeti Park
- Kiskunsági Nemzeti Park
- Körös–Maros Nemzeti Park
- Őrségi Nemzeti Park

### Montenegró
- Durmitor Nemzeti Park

### Ukrajna
- Szent Hegyek Nemzeti Park

## Afrika
| ország                  | legrégebbi (év) | N. P.-ok száma | teljes terület km² | az ország százaléka |
| ----------------------- | --------------- | -------------- | ------------------ | ------------------- |
| Algéria                 | 1929            | 10             | 122352             | 5,1%                |
| Botswana                | 1968            | 4              | 56258              | 9,67%               |
| Burkina Faso            | 1954            | 4              |                    |                     |
| Burundi                 | 1934            | 3              | 1014               | 3,6%                |
| Csád                    | 1963            | 4              | 14540              | 1,13%               |
| Elefántcsontpart        | 1953            | 8              |                    |                     |
| Egyiptom                | 1983            | 3              | 4353               | 4,3%                |
| Etiópia                 | 1959            | 13             | 20886              | 1,8%                |
| Gabon                   | 2002            | 13             | 26766              | 10,0%               |
| Gambia                  | 1978            | 3              | 169.9              | 1,5%                |
| Ghána                   | 1971            | 8              |                    |                     |
| Kenya                   | 1946            | 23             |                    |                     |
| Madagaszkár             | 1958            | 18             | 14327              | 2,4%                |
| Malawi                  | 1966            | 9              |                    |                     |
| Mauritius               | 1994            | 3              | 7160               | 3,5%                |
| Marokkó                 | 1942            | 10             |                    |                     |
| Mozambik                | 1960            | 6              | 40970              | 5,1%                |
| Namíbia                 | 1907            | 8              | 10878              | 13,2%               |
| Niger                   | 1954            | 1              |                    |                     |
| Nigéria                 | 1979            | 8              | 20156              | 3,0%                |
| Seychelles              | 1973            | 8              |                    |                     |
| Sierra Leone            | 1986            | 2              |                    |                     |
| Szomália                |                 | 6              |                    |                     |
| Dél-Afrikai Köztársaság | 1926            | 19             | 37000              | 3%                  |
| Tanzánia                | 1951            | 16             | 42000              | 4,44%               |
| Tunézia                 | 1980            | 11             |                    |                     |
| Uganda                  | 1952            | 10             |                    |                     |
| Zambia                  | 1924            | 20             | 240836.48          | 32%                 |
| Zimbabwe                | 1926            | 11             |                    |                     |

### Dél-afrikai Köztársaság
- Kruger Nemzeti Park

### Kongói Demokratikus Köztársaság

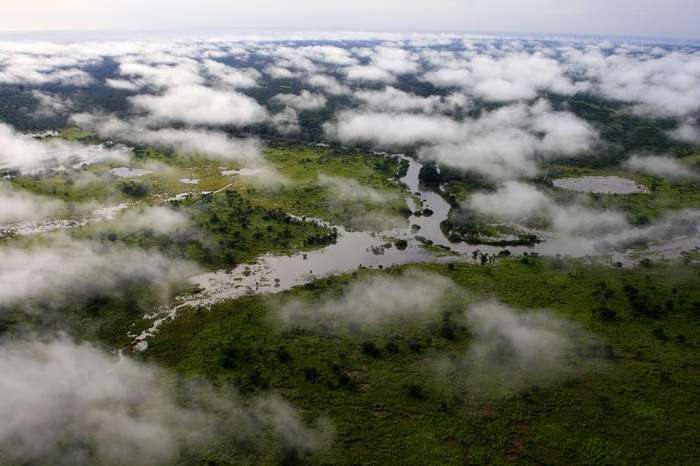
Garamba Nemzeti Park Kongói DK

- Garamba Nemzeti Park
- Kahuzi-Biéga Nemzeti Park
- Kundelungu Nemzeti Park
- Maiko Nemzeti Park
- Mangrove Nemzeti Park
- Salonga Nemzeti Park
- Upemba Nemzeti Park
- Virunga Nemzeti Park

### Elefántcsontpart
- Comoé Nemzeti Park

### Malawi
- Malawi-tó Nemzeti Park

### Namíbia

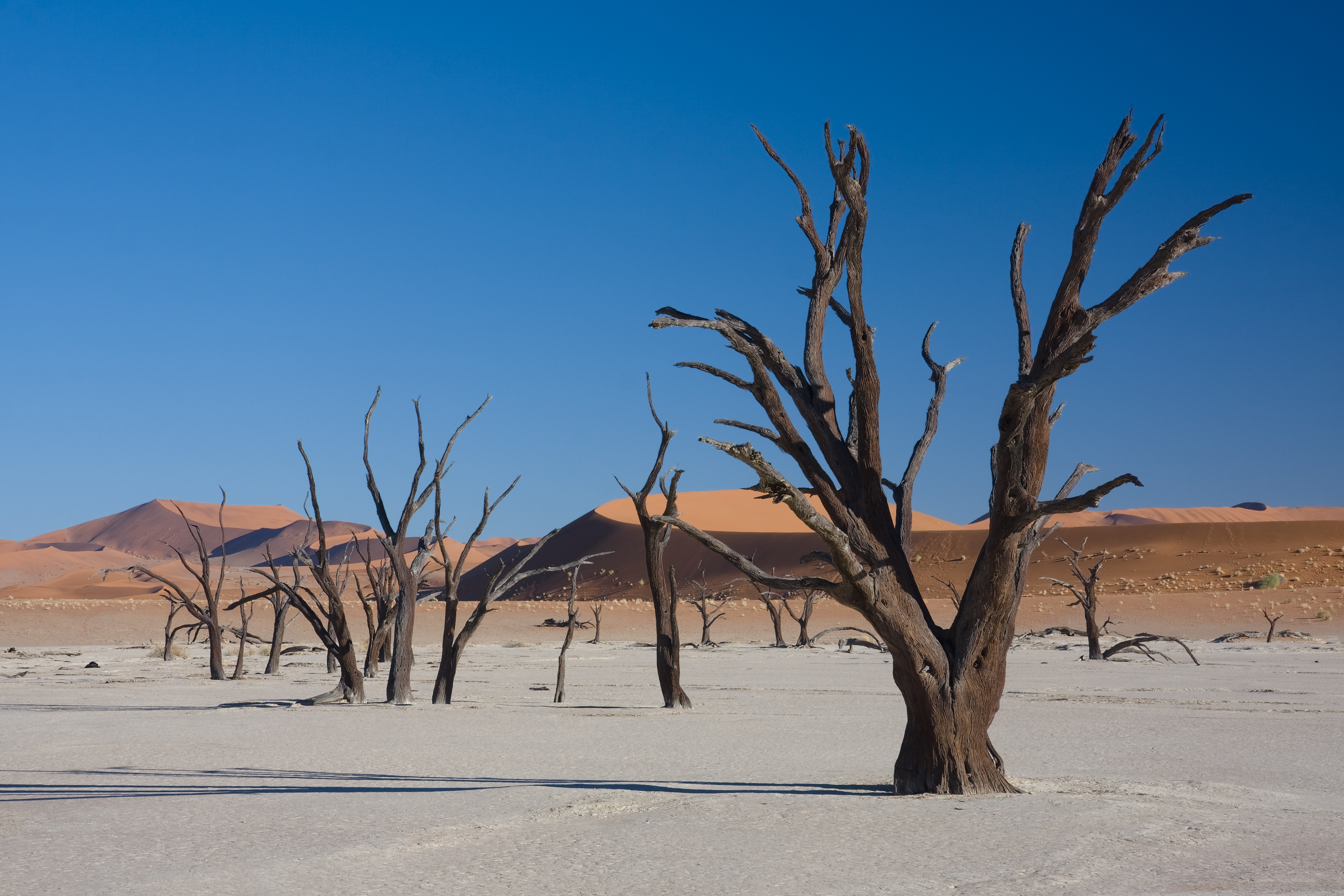
Namib-Naukluft Nemzeti Park Namíbia

- Etosha Nemzeti Park

### Ruanda
- Volcanoes Nemzeti Park

### Szenegál
- Niokolo-Koba Nemzeti Park

### Tanzánia
- Arusha Nemzeti Park
- Gombe Nemzeti Park
- Kilimandzsáró Nemzeti Park
- Manyara-tó Nemzeti Park
- Serengeti Nemzeti Park

### Tunézia
- Iskul Nemzeti Park

### Uganda
- Bwindi Nemzeti Park
- Mgahinga Gorilla Nemzeti Park
- Rwenzori-hegység Nemzeti Park

## Ausztrália és Óceánia

### Ausztrália

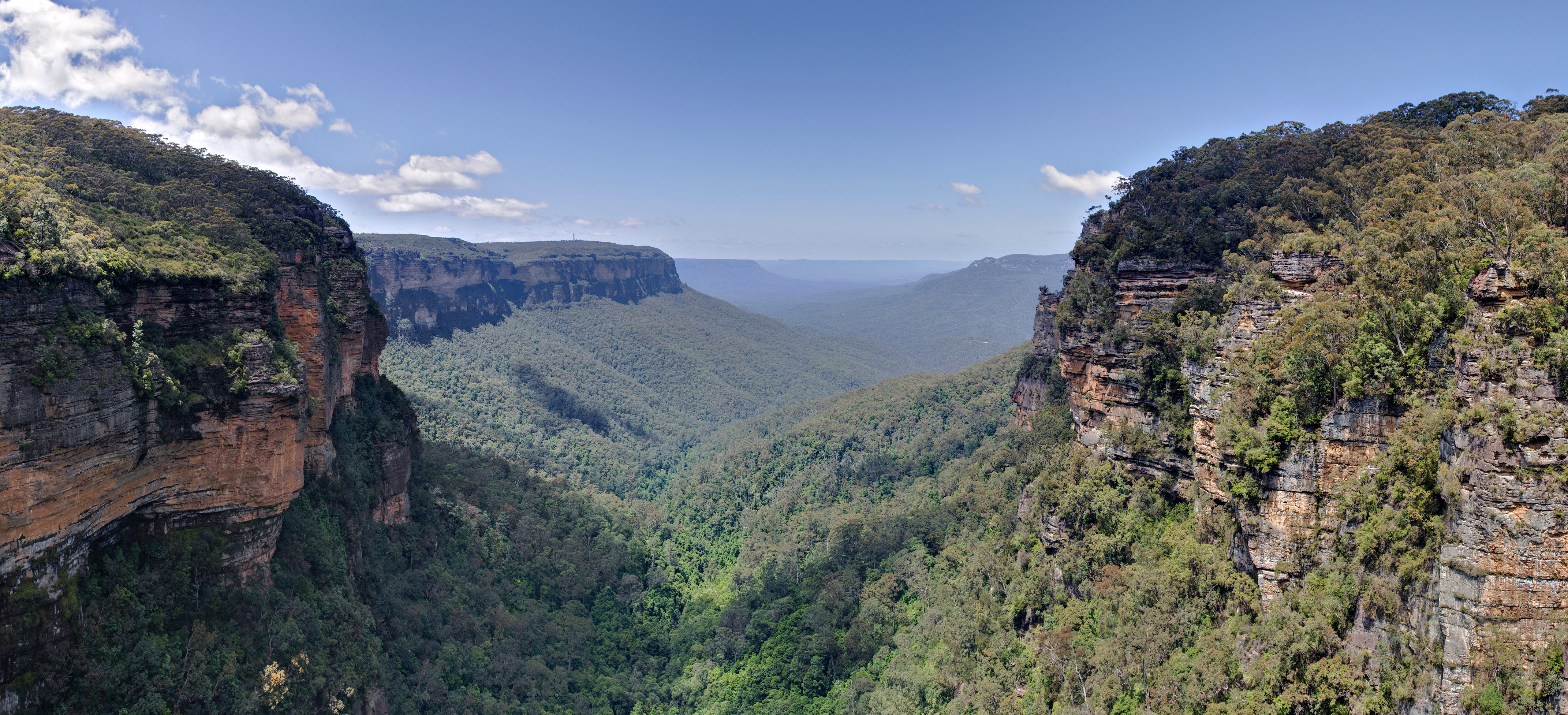
Blue Mountains Nemzeti Park, Ausztrália

- Kakadu Nemzeti Park
- Murramarang Nemzeti Park
- Purnululu Nemzeti Park
- Southwest Nemzeti Park
- Wet Tropics Nemzeti Park

### Új-Zéland
- Fjordland Nemzeti Park
- Mount Aspiring Nemzeti Park
- Mount Cook Nemzeti Park
- Nelson Lakes Nemzeti Park
- Tongariro Nemzeti Park
- Westland Nemzeti Park

## Ázsia
| ország         | legrégebbi (év) | N. P.-ok száma | teljes terület km² | az ország százaléka |
| -------------- | --------------- | -------------- | ------------------ | ------------------- |
| Afganisztán    | 2009            | 1              |                    |                     |
| Azerbajdzsán   | 2003            | 9              |                    |                     |
| Bhután         |                 | 4              | 8008               | 20,8%               |
| Burma          | 1982            | 9              | 10351              | 1,5%                |
| Kambodzsa      | 1993            | 7              | 7422.5             | 4,1%                |
| Kína           | 1982            | 208            |                    |                     |
| India          | 1936            | 102            | 38136              | 1,16%               |
| Indonézia      | 1980            | 50             | 160520             | 11,9%               |
| Irán           | 1974            | 28             | 19757              | 1,2%                |
| Izrael         | 1964            | 70-nél több    | 6400               | 30%                 |
| Japán          | 1934            | 29             | 20482              | 5,4%                |
| Kazahsztán     |                 | 10             |                    |                     |
| Kirgizisztán   | 1976            | 13             | 7246.7             | 3,625%              |
| Laosz          |                 | 21             |                    |                     |
| Malajzia       |                 | 4              | 7422.5             | 4,1%                |
| Mongólia       |                 | 24             |                    |                     |
| Nepál          |                 | 10             |                    |                     |
| Pakisztán      | 1972            | 25             |                    |                     |
| Fülöp-szigetek |                 | 54             | 1820               | 0,6%                |
| Oroszország    | 1983            | 47             | 144072             |                     |
| Dél-Korea      | 1967            | 21             | 6656               | 6,67%               |
| Sri Lanka      | 1938            | 22             |                    |                     |
| Tajvan         | 1984            | 9              | 3104               | 8,6%                |
| Thaiföld       | 1961            | 138            | 61413              | 11,96%              |
| Törökország    | 1958            | 41             | 8481               | 1%                  |
| Vietnám        | 1962            | 30             |                    |                     |

### Kambodzsa
- Botum Sakor Nemzeti Park (wd)
- Kep Nemzeti Park (wd)
- Kirirom Nemzeti Park (wd)
- Phnom Kulen Nemzeti Park (wd)
- Preah Monivong Nemzeti Park (wd)
- Ream Nemzeti Park (wd)
- Virachey Nemzeti Park (wd)

### Vietnám
2017-ben 30 nemzeti park van. 
- Phong Nha – Kẻ Bàng Nemzeti Park
- Bái Tử Long Nemzeti Park - A Bái Tử Long-öbölben található, amely a Hạ Long-öböllel lenyűgöző tengeri és szigeti tájképet nyújt.